# Trisha Yearwood

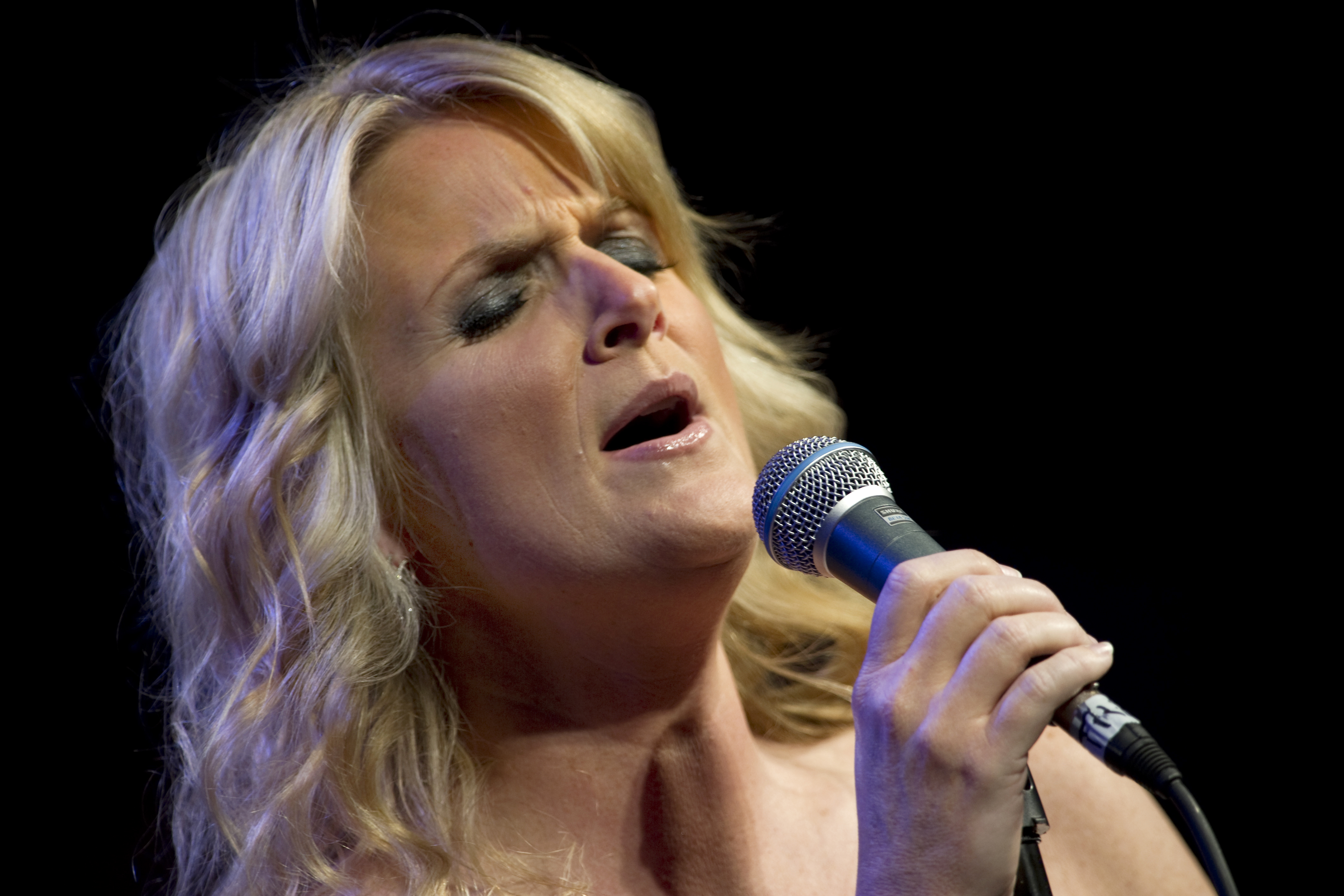
Trisha Yearwood

Patricia Lynn "Trisha" Yearwood (Monticello, 19 de Setembro de 1964) é uma cantora country estadunidense três vezes vencedora do Grammy. Seu primeiro single número um foi She's in Love with the Boy, de 1991.